# Bedford Jezzard
Bedford Jezzard, all'anagrafe Bedford Alfred George Jezzard (Londra, 19 ottobre 1927 – Londra, 21 maggio 2005), è stato un calciatore e allenatore di calcio inglese, di ruolo attaccante.
Militò per tutta la carriera nel Fulham, nel quale ricoprì anche il ruolo di allenatore dopo il ritiro dal calcio giocato.

## Carriera

### Giocatore

#### Club
Nativo di Clerkenwell, quartiere di Londra, Jezzard crebbe a Croxley e giocò, come non professionista, con il Watford durante la seconda guerra mondiale, negli anni '40. Entrò poi a far parte dell'esercito e fu mandato in missione in India. A conflitto terminato, dopo essere brevemente tornato nel Croxley, nel 1948 entrò a far parte del Fulham, in quella stagione in Second Division, ma che conquistò subito la promozione nella stagione d'esordio di Jezzard. La situazione finanziaria del club non era però adatta ad un campionato di alto livello, tanto che a causa dei mancati rinforzi la squadra retrocesse poche stagioni dopo, nel 1952. Fu proprio nella seconda serie che Jezzard si fece notare come ottimo realizzatore, conquistando il record del club per quanto riguarda le reti nel dopoguerra (38 reti in campionato nella stagione 1953-1954) e realizzando 123 reti in 5 stagioni tra il 1952 e il 1956. Nel 1955 fu convocato anche nel London XI, squadra partecipante alla Coppa delle Fiere, mettendosi in mostra segnando una doppietta. Nel 1956 però, durante un tour in Sud Africa con la Football Association, si infortunò gravemente alla caviglia: la gravità dell'infortunio fu tale da costringerlo al ritiro dal calcio giocato, dopo 306 presenze totali con la maglia del Fulham.

#### Nazionale
Jezzard raccolse solo due presenze ufficiali con la maglia della Nazionale maggiore: la prima arrivò il 23 maggio 1954 a Budapest, in un'amichevole contro l'Ungheria di Ferenc Puskás, dove l'Inghilterra perse per 7-1. Venne successivamente convocato per il Campionato mondiale di calcio 1954 in Svizzera, ma non scese mai in campo. La seconda ed ultima presenza arrivò invece il 1º novembre 1955 nella gara, valida per il Torneo Interbritannico, giocata a Wembley contro l'Irlanda del Nord e vinta per 3-0. Ricevette, sempre nel biennio 1954-1955, anche tre convocazioni per l'Inghilterra B, dove mise a segno almeno un gol in ogni presenza (siglò infatti una tripletta nella prima gara, un gol nella seconda e una doppietta nella terza) per un totale di sei reti.

### Allenatore
Ritiratosi dal calcio giocato, Jezzard accettò l'incarico di allenatore delle giovanili del Fulham nel 1957 e, nove mesi dopo, quello di manager del club, ruolo che ricoprì dal 1958 al 1964. Nel primo anno di incarico riportò la squadra in First Division e nel 1962 fino alle semifinali di FA Cup. L'abolizione del tetto massimo per gli ingaggi e la cessione del giovane Alan Mullery, avvenuta senza il suo consenso, lo convinsero a rinunciare all'incarico e al conseguente ritiro dal mondo del calcio nel 1964.

## Dopo il ritiro
A seguito del suo ritiro come allenatore, prese in gestione un pub (il Thatched House di Hammersmith, Londra). Ammalatosi di demenza vascolare, morì il 21 maggio 2005 all'età di 77 anni.

## Statistiche

### Cronologia presenze e reti in nazionale
| Cronologia completa delle presenze e delle reti in nazionale ― Inghilterra | Cronologia completa delle presenze e delle reti in nazionale ― Inghilterra | Cronologia completa delle presenze e delle reti in nazionale ― Inghilterra | Cronologia completa delle presenze e delle reti in nazionale ― Inghilterra | Cronologia completa delle presenze e delle reti in nazionale ― Inghilterra | Cronologia completa delle presenze e delle reti in nazionale ― Inghilterra | Cronologia completa delle presenze e delle reti in nazionale ― Inghilterra | Cronologia completa delle presenze e delle reti in nazionale ― Inghilterra |
| Data                                                                       | Città                                                                      | In casa                                                                    | Risultato                                                                  | Ospiti                                                                     | Competizione                                                               | Reti                                                                       | Note                                                                       |
| -------------------------------------------------------------------------- | -------------------------------------------------------------------------- | -------------------------------------------------------------------------- | -------------------------------------------------------------------------- | -------------------------------------------------------------------------- | -------------------------------------------------------------------------- | -------------------------------------------------------------------------- | -------------------------------------------------------------------------- |
| 23-5-1954                                                                  | Budapest                                                                   | Ungheria                                                                   | 7 – 1                                                                      | Inghilterra                                                                | Amichevole                                                                 | -                                                                          |                                                                            |
| 1-11-1955                                                                  | Londra                                                                     | Inghilterra                                                                | 3 – 0                                                                      | Irlanda del Nord                                                           | Torneo Interbritannico                                                     | -                                                                          |                                                                            |
| Totale                                                                     |                                                                            | Presenze                                                                   | 2                                                                          |                                                                            | Reti                                                                       | 0                                                                          |                                                                            |

## Palmarès

### Club

#### Competizioni nazionali
- Second Division: 1

Fulham: 1948-1949